# هان جونگ-سو
هان جونگ-سو (کره‌ای: 한정수؛ زادهٔ ۲۰ نوامبر ۱۹۷۳) بازیگر اهل کره جنوبی است. او بیشتر به خاطر ایفای نقش در مجموعه‌های تلویزیونی شکارچیان برده و پرنسس دادستان شناخته می‌شود.

## فیلم‌شناسی

### فیلم
| سال  | عنوان         | نقش                 |
| ---- | ------------- | ------------------- |
| ۲۰۰۳ | تیوپ          | بونگ-هو             |
| ۲۰۰۴ | هیپنوتیزم شده | جانگ-سو             |
| ۲۰۰۶ | گل‌آفتاب‌گردان  | چانگ-مو             |
| ۲۰۱۳ | ملکهٔ شب       | ایدن (حضور افتخاری) |

### مجموعه تلویزیونی
| سال  | عنوان           | نقش                         | شبکه      |
| ---- | --------------- | --------------------------- | --------- |
| ۲۰۰۷ | شیطان           | یو ده-شیک                   | کی‌بی‌اس۲   |
| ۲۰۰۷ | توطئه در دربار  | سو جو-پیل                   | کی‌بی‌اس۲   |
| ۲۰۰۷ | پادشاه و من     | دو گوم-پیو                  | اس‌بی‌اس    |
| ۲۰۰۸ | نقاش باد        | سو جینگ                     | اس‌بی‌اس    |
| ۲۰۰۹ | استایل او       | کانگ مین-هیوک               | کی‌بی‌اس ان |
| ۲۰۱۰ | شکارچیان برده   | ژنرال چوی                   | کی‌بی‌اس۲   |
| ۲۰۱۰ | پرنسس دادستان   | یون سه-جون                  | اس‌بی‌اس    |
| ۲۰۱۰ | فرار: پلن بی    | کارآگاه فاسد (حضور افتخاری) | کی‌بی‌اس۲   |
| ۲۰۱۰ | پادشاه افسانه   | بوک گوگوم                   | کی‌بی‌اس۱   |
| ۲۰۱۱ | پوسایدون        | اوه مین-هیوک                | کی‌بی‌اس۲   |
| ۲۰۱۲ | آرانگ و دادرس   | مو-یونگ                     | ام‌بی‌سی    |
| ۲۰۱۳ | او معرکه است    | چوی کو-یا                   | تی‌وی‌ان    |
| ۲۰۱۴ | مرد تیغه‌ای      | منشی گو                     | کی‌بی‌اس۲   |
| ۲۰۱۵ | دانشمند شبگرد   | بک این-هو                   | ام‌بی‌سی    |
| ۲۰۱۷ | دزد بد، دزد خوب | چوی ته-سوک                  | ام‌بی‌سی    |

### برنامه‌های تلویزیونی
| سال  | عنوان    | شبکه    | نقش               | توضیحات | منابع |
| ---- | -------- | ------- | ----------------- | ------- | ----- |
| ۲۰۲۱ | عشق لیدر | آی‌اچ‌کیو | عضو گروه بازیگران |         | [ ۳ ] |

## تئاتر
| سال  | عنوان         | نقش |
| ---- | ------------- | --- |
| ۲۰۱۰ | احمق برای عشق | ادی |